# Joseph Dorfeuille
Joseph Dorfeuille (* 1790 oder 1791; † 23. Juli 1840 in Brooklyn, New York) war ein US-amerikanischer Ausstellungsmacher und Museumsbetreiber. Von 1823 bis 1839 war er Kurator und Eigentümer des Western Museum in Cincinnati. 

## Leben
Dorfeuilles Herkunft liegt im Dunkeln. Nach seinem Zeitgenossen John Parsons Foote (1783–1865), der ihn persönlich gekannt haben dürfte und 1855 kursorisch über ihn schrieb, war er ein „zealous naturalist from Louisiana“ (ein eifriger Naturkundler aus Louisiana). Dorfeuilles Frau Jeannette Price Davis, die er 1824 geheiratet hatte, behauptete nach seinem Tod, sein Name werde eigentlich d’Orfeuille geschrieben, da er ein französischer Graf gewesen sei und mit Nachfahren der Familie des Herzogs von Richelieu verwandt. Er habe Europa und den Orient bereist und sei dann in die Vereinigten Staaten eingewandert. Seine Biografin Kellogg nahm aufgrund seines fehlerfreien Englisch und seines durchgängigen Gebrauchs des anglisierten Familiennamens hingegen an, dass Dorfeuille ein geborener US-Amerikaner war, wahrscheinlich aus Louisiana. Gestützt wird diese Annahme durch Ausführungen in seinem Notizbuch, wonach er seit 1808 Insekten in Louisiana gesammelt und geplant hatte, ein Buch darüber zu schreiben. Vielleicht stammte er ursprünglich aus Pennsylvania, worauf eine Angabe in einem Adressbuch von Cincinnati aus dem Jahr 1825 hindeutet.
Weitere Befunde, die über sein Leben Auskunft geben, zeigen, dass Dorfeuille das rastlose Leben eines typischen Amerikaners des 19. Jahrhunderts führte. Nach einer Zeit, die er in der Siedlung Gallipolis im Süden Ohios zugebracht haben soll, lebte er von 1817 bis 1818 in St. Louis, Missouri. Er reiste weiter von Ort zu Ort, einerseits um eine Sammlung von Pflanzen, Tieren und Artefakten amerikanischer Ureinwohner zu sammeln, andererseits um einen geeigneten Platz für die Gründung eines Museums zu finden.

### The Western Museum
1820 verließ er wegen unbeglichener Schulden fluchtartig New Orleans und siedelte sich in Cincinnati an. Dort machte er die Bekanntschaft anderer Naturkundler und Künstler, die für das Western Museum arbeiteten. Dieses Naturkundemuseum war um 1815 von dem englischstämmigen Naturkundler und Sammler Robert Best (1790–1830) gegründet und 1818 von der Western Museum Society übernommen worden. Diese Gesellschaft war als Vereinigung mehrerer naturkundlicher Sammlungen maßgeblich von dem Mediziner Daniel Drake inspiriert und organisiert worden. 1819 hatte dort der bekannte Ornithologe John James Audubon als Tierpräparator gewirkt. Unter Robert Best als leitendem Kurator öffnete das Western Museum am 10. Juni 1820 seine Pforten für die Öffentlichkeit.
Dorfeuille brachte seine Sammlung in das Museum ein. Auch in das soziale Leben der Stadt integrierte er sich. 1822 trat Dorfeuille in öffentlichen Veranstaltungen Cincinnatis auf, in einer Wohltätigkeits-Vorlesung zugunsten des griechischen Freiheitskampfes und bei einem Orgelkonzert der örtlichen Haydn Society. 1824 heiratete er. Seine Ehefrau gebar fünf Töchter.
1823 übernahm Dorfeuille die naturkundliche Sammlung des Western Museum von den Eigentümern der Western Museum Society, nachdem er dort im selben Jahr Robert Best als Kurator abgelöst hatte. Das Museum hatte zu dieser Zeit trotz wachsenden Sammlungsbestandes und trotz Würdigung durch reputable Besucher kaum genügend Eintrittseinnahmen, um die Unterhaltungskosten zu bestreiten. Gegen die Zusage, den früheren Eigentümern und ihren Familien freien Zugang zum Museum zu gewähren, wurde Dorfeuille neuer Eigentümer des Museums. Die Kollektion, die er übernommen und 1824 noch durch eine Sammlung südamerikanischer Insekten ergänzt hatte, umfasste nach einer Beschreibung aus dem Jahr 1826 100 Knochen von Mammuts und 50 Knochen der Spezies Megalonyx, 33 ausgestopfte Vierbeiner, 500 ausgestopfte Vögel, 200 ausgestopfte Fische, 5000 Wirbellose, 1000 Fossilien, 3500 Mineralien, 325 botanische Exemplare, 3125 Medaillen, Münzen und Rechensteine, 150 ägyptische und 215 indianische Artefakte, 112 mikroskopische Präparate, verschiedene Ansichten amerikanischer Landschaften und Gebäude sowie rund 500 Kunstgegenstände. Publikumsmagnete der Sammlung waren das „Organ“ eines Elefanten (gemeint war ein präparierter Penis) und der Kopf eines Südsee-Häuptlings – „preserved and beautifully tattooed by the Cannibals of New Zealand“ (haltbar gemacht und hübsch tätowiert von Kannibalen Neuseelands).

### Dorfeuilles Gruselkabinett
Um 1825 verlegte Dorfeuille das Museum in obere Geschosse eines anderen Gebäudes der Innenstadt. Dort musste er allerdings bald erkennen, dass der naturkundliche Wissensdurst seiner Besucher begrenzt war. Weil das Interesse an den wissenschaftlichen Schaustücken des Museums nachgelassen hatte, ging er Ende der 1820er Jahre zu einer entschieden sensationsorientierten Darbietung über. So bereicherte er die Ausstellung durch ein Wachsfigurenkabinett mit Figuren berühmter Mörder und ihren Tatwaffen. Höhepunkt des Gruselkabinetts waren seit 1837 Kopf, Herz und Hand des lokalen Mörders Ma(t)thias Hoover (1819–1837), nicht bloß aus Wachs nachgebildet, sondern ein echtes Präparat – „swollen and distorted in a huge glass of alcohol“ (geschwollen und verzerrt in einem großen Glasbehälter mit Alkohol). Ein Harmonium gab Dorfeuille die Möglichkeit, den Schauer akustisch zu untermalen. Das Repertoire ergänzte er um weitere Sensationen, etwa die Möglichkeit für wagemutige Besucher, eine Erfahrung mit der Einatmung von Lachgas zu machen. Quellen berichteten auch, dass in Dorfeuilles Ausstellung eine Meerjungfrau („Bencoolen mermaid“), ein eingelegtes Schwein mit zwei Köpfen, ein Lamm mit acht Füßen und andere „unnatürliche Dinge“ zu sehen waren.

### Trollopes Anregungen

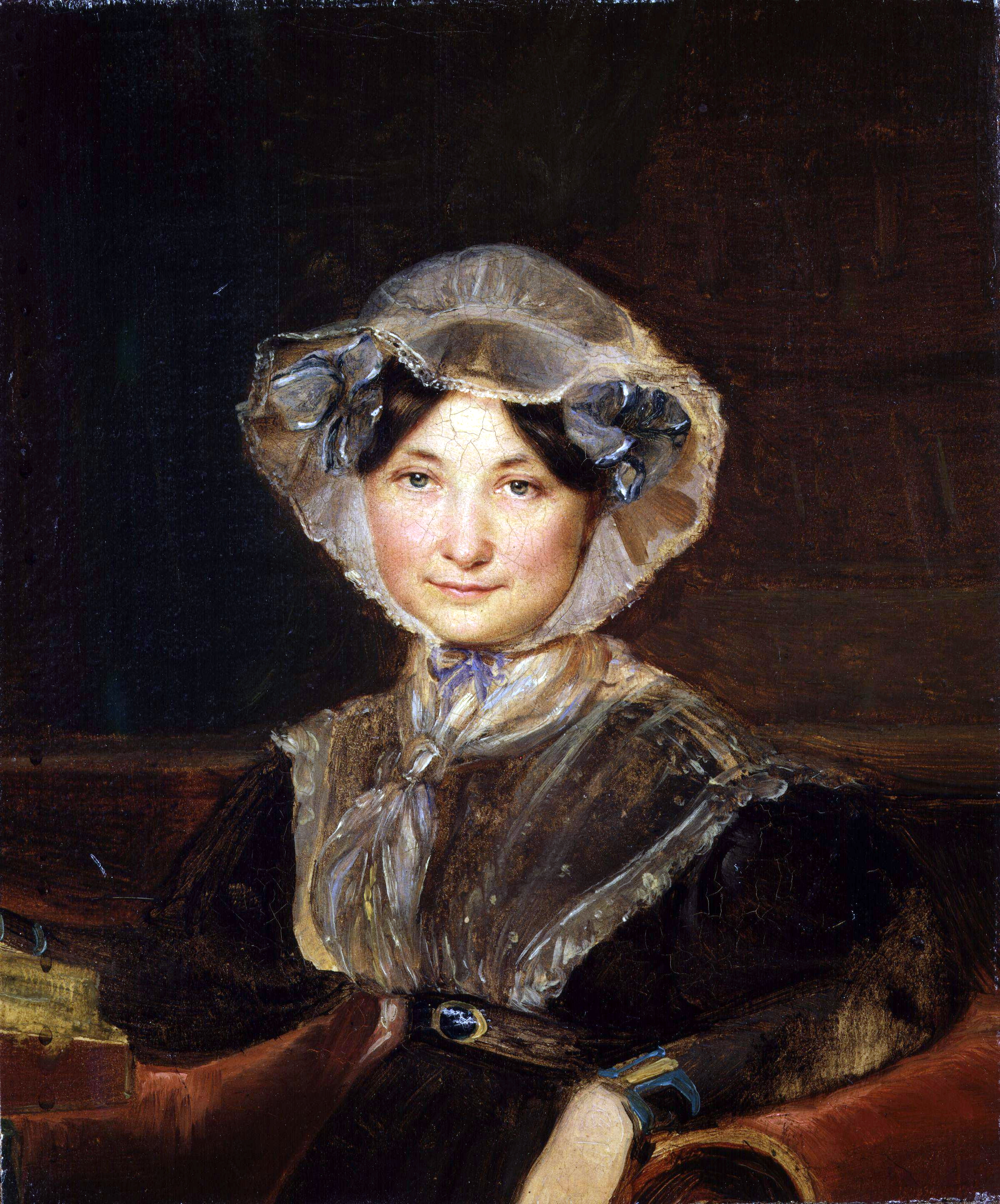
Frances Trollope, um 1832, Bildnis von Auguste Hervieu, National Portrait Gallery London

Bei seinem Ziel, die Ausstellung durch Sensationen attraktiver zu machen, kam ihm 1828 die Bekanntschaft mit der britischen Pfarrerstochter und Reiseschriftstellerin Frances Trollope zupass. Unter Berücksichtigung ihrer Erfahrungen mit ähnlichen Etablissements in der Alten Welt entwickelten sie technisch innovative, interaktive, theatralische Formen der musealen Darstellung. Einer ihrer Vorschläge lautete The Oracle or the Invisible Maiden (Das Orakel oder die unsichtbare Jungfrau). Das war die Installation einer „Höhle“ für Initiationsriten in „ägyptische Mysterien“, gebildet mit durchsichtigen Folien, die der Porträtist Auguste Hervieu bemalt hatte. Dahinter lauerten unheimliche Figuren aus Wachs, etwa „wilde Banditen“, „Hekate und ihre seltsamen Schwestern“ sowie eine Reihe von Gespensterfiguren und merkwürdigen Tieren, die in magischen Riten Verwendung fanden. Gleichzeitig durften maximal zwölf Besucher die Höhle betreten und dem Orakel bis zu drei Fragen stellen. Das Orakel antwortete in einer von sieben Sprachen dann aus einem Sprachrohr, das über der Höhle in einer künstlichen Wolke platziert war. Während Trollopes Sohn Henry ausgewählt war, das Orakel bzw. die unsichtbare Jungfrau zu spielen, wurde der angehende Bildhauer Hiram Powers mit der Gestaltung der Wachsfiguren betraut. Acht Wochen lief die Vorstellung.
Trollopes nächster Vorschlag sollte den Erfolg der unsichtbaren Jungfrau in den Schatten stellen. Sie schlug vor, die Hölle nach Dantes Inferno szenisch darzustellen. Erneut wurden Hervieu und Powers beauftragt, alles ins Bild zu setzen. Die im obersten Geschoss des Museums platzierte Installation wurde schlagartig unter den Bezeichnungen Dorfeuille’s Hell oder The Infernal Regions bekannt. Im Mittelpunkt der Höllenszene stand nach ihren späteren Schilderungen

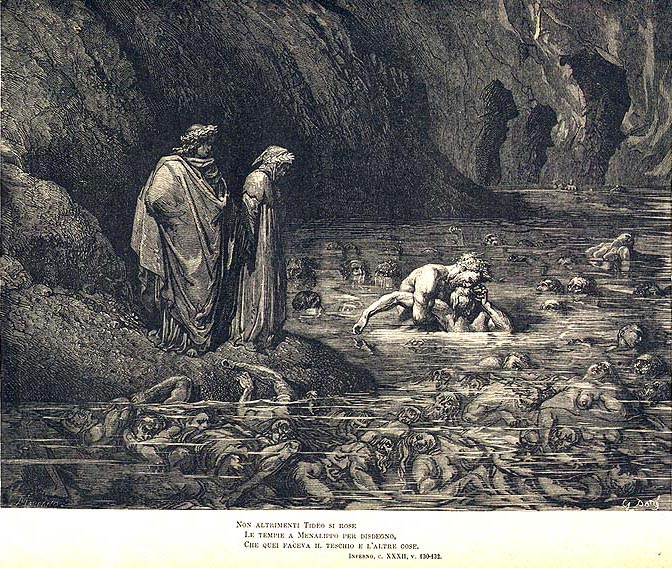
Ugolino nagt am Haupte Ruggieris, Darstellung von Gustave Doré

„… the ‚grand colossal figure of Minos, the Judge of Hell‘ holding a two-pronged scepter. On his right appeared a frozen lake from which emerged the heads of doomed earthlings, including Ugolino, pictured ‚eternally gnawing the head of his enemy.‘ A ‚black imp‘ was ‚seated on a rock dandling a young monster.‘ Throngs of condemned spirits ‚in all varieties of suffering‘ crowded about a fountain of flame in the midst of a frozen lake, and birds and animals of a hideous form and evil omen fluttered over the heads of the sufferers. On the left of Minos, a skeleton ascended a column of icicles, the bright surfaces of which glared red with the reflection of hell fire … [There were] ‚unearthly sounds, horrid groans, and terrible shrieks‘ which seemed to be emitted ‚in every direction. At the moment when utter darkness prevails all the sufferers, imps, and monsters are heard shrieking together until the light returns …‘“

„… die ‚große kolossale Figur von Minos, dem Höllenfürsten‘, ein gegabeltes Szepter haltend. Zu seiner Rechten erschien ein zugefrorener See, aus dem die Köpfe verworfener Erdlinge hervorlugten, einschließlich Ugolinos, dabei abgebildet, wie er ewig am Haupte seines Feindes nagt. Ein ‚schwarzer Kobold‘ saß ‚auf einem Felsen und ließ ein junges Ungeheuer baumeln.‘ Scharen verurteilter Seelen ‚mit allen Arten von Leiden‘ drängten sich um eine Flammenfontäne inmitten des zugefrorenen Sees. Als böses Omen flatterten Vögel und andere Tiere von abscheulicher Gestalt über den Köpfen der Leidenden. Zur Linken von Minos erklomm ein Skelett eine Säule aus Eiszapfen, deren glänzende Oberflächen vom Widerschein des Höllenfeuers rot leuchteten … [Ferner gab es] ‚unheimliche Geräusche, entsetzliches Stöhnen und schreckliches Kreischen‘, die ‚in alle Richtungen zu ertönen schienen. In dem Moment, in dem völlige Dunkelheit herrscht, hört man alle Leidenden, Kobolde und Monster zusammen kreischen, bis das Licht zurückkehrt …‘“

Die Vorstellungen der Infernal Regions begannen am 4. Juli 1828 und liefen als tägliches Programm, außer sonntags. Um die Show noch furchteinflößender wirken zu lassen, fand sie erst nach Einbruch der Dunkelheit statt. Komparsen waren hinter den Kulissen für das Gekreische zuständig. Zur Wirkung des Pandämoniums trug bei, dass die Wachsfiguren sich bewegen konnten, beispielsweise mit den Augen rollen. Hierzu hatte Powers, der in seiner Lehre beim Uhrmacher und Orgelbauer Luman Watson mechanische Kenntnisse erworben hatte, seine Figuren mit einem raffinierten Mechanismus ausgestattet. Darüber hinaus verfügte die Anlage über ein Sicherheitsgitter aus Eisen, das mit einem Handgenerator unter Strom gesetzt werden konnte, um zudringliche Besucher abzuhalten. Obwohl dieses Feature auch Empörung hervorrief, trug es zur Begeisterung der Zuschauer bei. Die Western Art-Union urteilte 1850, dass Powers’ Wachsfiguren alles überragt hätten, was in dieser Kunstform im Mittleren Westen der Vereinigten Staaten je zu sehen war, und meinte, dass sie wohl mit den besten Figuren im Kabinett Madame Tussauds zu vergleichen gewesen seien.

### Verkauf des Museums und Lebensende
Schon 1829 hatte Dorfeuille erfolglos versucht, Teile seiner Fossilienkollektion der Academy of Natural Sciences in Philadelphia zu verkaufen. Gleichfalls scheiterte er anschließend bei der American Philosophical Society. In Finanznöte geraten belieh er den Inhalt seines gesamten Museums 1833 für 3500 Dollar, nachdem er nochmals erfolglos versucht hatte, naturkundliche Teile der Sammlung abzustoßen, diesmal einschließlich des wissenschaftlichen Literaturbestandes an die Western Academy of Sciences in Cincinnati. 1837 bot er seine Sammlung erneut zum Verkauf an. Wahrscheinlich ist, dass er erste Teile Stück für Stück schon veräußert hatte, ehe er 1839 schließlich einen Großteil des Museums an den Maler und Galeristen Frederick Franks verkaufte. Die Staffagen und die Wachsfiguren der Infernal Regions wurden in diesem Zuge aber nicht verkauft, sie nahm Dorfeuille mit nach Brooklyn, um sie dort vorzuführen. Franks baute eine eigene Version von Dantes Inferno, das er Hell’s Regions nannte. Ende März 1840 brannte diese Version jedoch ab, sodass er sich später entschlossen haben soll, Dorfeuilles Version und den Rest seines Museums ebenfalls aufzukaufen. Franks und dessen Nachfolger betrieben das Museum mindestens noch 25 Jahre. So schrieb der Satiriker Charles Farrar Browne, dass er die Infernal Regions noch 1861 als „the best show in Cincinnati“ gesehen habe. 1867 fand eine Versteigerung von Beständen des ehemaligen Western Museums in Cincinnati statt. Über ihren weiteren Verbleib ist nichts bekannt.
Unklar bleibt, ob Franks von Dorfeuille das Original überhaupt hatte erwerben können. Denn nachdem Dorfeuille die Infernal Regions einige Monate in gemieteten Räumen am Broadway in New York City unter dem Titel The Satanic Dominions aufgeführt hatte, brannte das Gebäude der Ausstellung ab. Das wirft die Frage auf, ob das Original erhalten blieb. Dorfeuille selbst starb kurze Zeit später, am 23. Juli 1840, im Alter von 49 Jahren.
Ein Miniatur-Bildnis Dorfeuilles und sein Notizbuch verwahrt die Cincinnati Historical Society. Ein um 1828 in Tusche gezeichnetes Porträt Dorfeuilles von Hiram Powers findet sich in der Sammlung des Hope College, Van Wylen Library, Holland, Michigan. Der Conchrologe Isaac Lea benannte 1838 eine neue Spezies von Landschnecken, die Polygyra dorfeuilliana bzw. Daedalochila dorfeuilliana, nach ihm.